# James A. Shapiro
James Alan Shapiro (nacido el 18 de mayo de 1943) es un biólogo estadounidense, experto en genética bacteriana y profesor en el Departamento de Bioquímica y Biología Molecular de la Universidad de Chicago.

## Biografía académica
Shapiro obtuvo su licenciatura en inglés en el Harvard College en 1964. Luego, inspirado en un curso de genética que había tomado como estudiante de último año, pasó del inglés a la ciencia, obteniendo un doctorado en genética de  Corpus Christi College, Cambridge  en 1968, e hizo su investigación postdoctoral con Jon Beckwith en la Harvard Medical School. Estaba preocupado por las posibles aplicaciones de la ingeniería genética de su investigación. Pasó dos años enseñando genética en La Habana, Cuba, antes de regresar a otro postdoctorado con Harlyn Halvorson en la Brandeis University. Desde 1973, ha trabajado como profesor de microbiología en la Universidad de Chicago, y también ha sido profesor visitante de vez en cuando, incluso una vez como profesor visitante del Premio Darwin en la Universidad de Edimburgo en 1994.

## Investigación
Mientras trabajaba con Beckwith en Harvard, Shapiro formó parte del primer equipo que aisló un único gen de un organismo. El gen que aislaron fue  lacZ, que codifica la enzima β-galactosidasa utilizada por la bacteria E. coli  para digerir los azúcares en la leche. Su técnica incluyó la transducción de dos copias complementarias del gen en dos bacteriófagos diferentes, luego se mezcló el material genético de los dos fagos y finalmente se usó una nucleasa para degradar el genoma del fago monocatenario, dejando solo el ADN bicatenario formado por dos copias.
En un artículo publicado en las Proceedings of the National Academy of Sciences [Actas de la Academia Nacional de Ciencias] en 1979, Shapiro fue el primero en proponer la transposición replicativa como un mecanismo para la movilidad de genes. En este modelo, los genes como los retrotransposones se copian de una secuencia de ADN a otra a través de un proceso en el que las dos secuencias se combinan para formar una forma intermedia "theta", a veces llamada «intermedio de Shapiro» (Shapiro intermediate").
Más tarde, Shapiro demostró que las bacterias cooperan en comunidades que muestran comportamientos complejos como la caza, la construcción de estructuras de protección y la propagación de esporas, y en las que las bacterias individuales pueden sacrificarse en beneficio de una comunidad más amplia. Basándose en este trabajo, Shapiro cree que el comportamiento cooperativo es un concepto organizador fundamental para la actividad biológica en todos los niveles de complejidad.
Shapiro también ha estudiado la formación de patrones en bacterias, un área donde siente que hay nuevos principios matemáticos por descubrir que también subyacen en el crecimiento de los cristales y en la forma de las estructuras cosmológicas. Por ejemplo, descubrió que la bacteria intestinal Proteus mirabilis forma anillos aterrazaos complejos, una propiedad emergente de reglas simples que la bacteria usa para evitar las células vecinas.
Ha propuesto el término ingeniería genética natural para explicar cómo se crea la novedad en el curso de la evolución biológica. Ha sido criticado por algunos.

## Premios y honores
Shapiro fue elegido para Phi Beta Kappa en 1963 y fue Marshall Scholar de 1964 a 1966. Obtuvo el premio Darwin como profesor visitante de la Universidad de Edimburgo en 1993. En 1994, fue elegido fellow de la Asociación Estadounidense para el Avance de la Ciencia por sus «interpretaciones innovadoras y creativas de la genética y el crecimiento bacterianos, especialmente la acción de elementos genéticos móviles y la formación de colonias bacterianas». Y en 2001, fue nombrado oficial honorario de la Orden del Imperio Británico por su servicio al programa Marshall Scholarship. En 2014, fue elegido para dar la tercera conferencia anual «Laureado del Premio Nobel - Robert G. Edwards».

## Publicaciones destacadas
Shapiro editó los libros Mobile Genetic Elements (Academic Press, 1983) y, con Martin Dworkin, Bacteria as Multicellular Organisms (Oxford University Press, 1997). Es el autor de Evolution: A View from the 21st Century (FT Press Science, 2011, ISBN 978-0-13-278093-3).